# 랑카스
《랑카스》(Lancas)는 대한민국의 플래시 애니메이션이며, 제작자는 '후렛샤'이고 전체 8편이다.

## 각 편의 제목
- 제1화 - 랑카스의 비밀
- 제2화 - 그곳에 랑카스가 있다
- 제3화 - 랑카스가 시킨다
- 제4화 - 랑카스가 뒤에 있어(상)
- 제5화 - 랑카스가 뒤에 있어(하)
- 제6화 - 랑카스의 목격자
- 제7화 - 임진외전
- 제8화 - 밝혀지는 진실

## 등장 인물
- '랑카스'
- '남국장'
- '말박사'
- '후렛샤'